# Estación de Noisiel
La estación de Noisiel es una estación de Noisiel (departamento de Seine-et-Marne).

## Historia
La estación de Noisiel fue abierta el 19 de diciembre de 1980 para acompañar el desarrollo urbanístico de Marne la Vallée.

## La estación
La estación está servida por los trenes de la línea A del RER que recorren el ramal A4, que termina en Marne la Vallée - Chessy. Son nom complet est Noisiel - Le Luzard, un nom d'un quartier de la commune de Noisiel. 

## Frecuencia
La estación de Noisiel es servida a razón de (por sentido) un tren cada 10 minutos las horas valle, 6 a12 trenes las horas punta, y un tren cada 15 minutos por la tarde.

## Salidas
En el andén, en dirección a Torcy, posee dos salidas: la principal y una al este. Esta última es también una entrada.

## Correspondencias

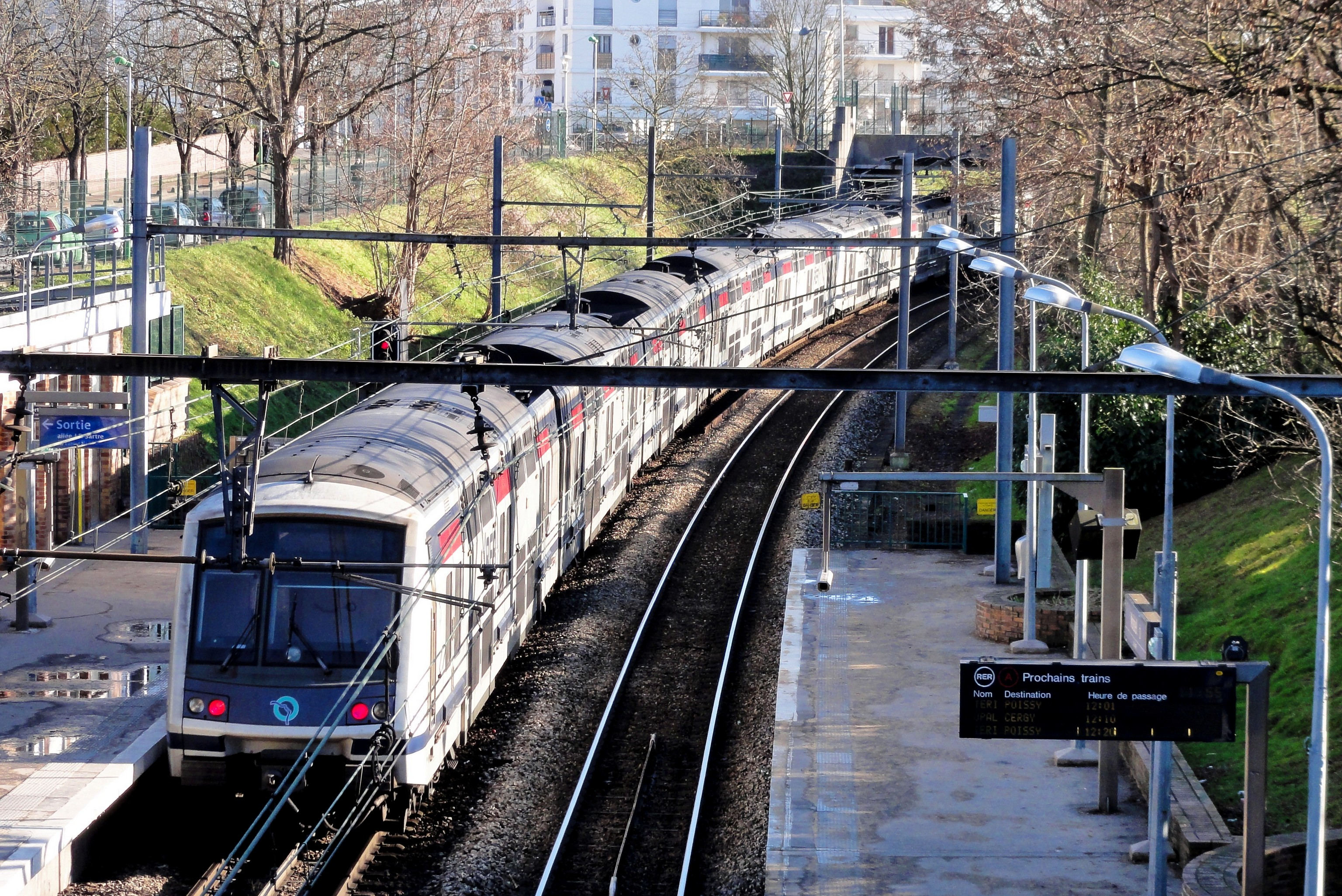
RER à la gare de Noisiel

- Bus RATP 211 213 220
- Bus Arlequin 10
- Bus Sit'bus 504 507
- Noctilien N130

## Uso de la estación
La estación de Noisiel recibe más de 10 500 viajeros al día.